# Vườn quốc gia Nikkō
Vườn quốc gia Nikkō (日光国立公園 (Nhật Quang quốc lập công viên) Nikkō Kokuritsu Kōen) là một vườn quốc gia nằm ở vùng Kantō, trên đảo chính  Honshū của Nhật Bản. Vườn quốc gia này được thành lập vào năm 1934 trải dài trong các tỉnh Tochigi, Gunma, Fukushima, và Niigata.

## Lịch sử
Việc thành lập Vườn quốc gia Nikkō tiến hành ngay đầu thế kỷ 20. Quốc hội Nhật Bản thành lập Nikkō như là một công viên hoàng gia (帝国公园 Teikoku Koen ?) vào năm 1911. Các đạo Luật đã được thông qua vào năm 1931 và Vườn Quốc gia Nikkō được thành lập vào năm 1934. Trong suốt thế kỷ 20, nó liên tục được mở rộng. Vườn quốc gia Oze đã từng là một phần của Vườn quốc gia Nikkō, nhưng đã được tách riêng biệt vào năm 2007.

## Mô tả
Vườn quốc gia được coi là một trong những nơi đẹp nhất ở Nhật Bản, và cũng là một điểm đến du lịch nổi tiếng. Ngoài phong cảnh nổi bật của nó, vườn quốc gia này nổi bật với những di tích lịch sử bao gồm các đền thờ Phật giáo và Shinto, đáng chú ý nhất là Nikkō Tosho-gu và Rinnō-ji. Đó là một phần của Di sản thế giới của UNESCO, Đền chùa Nikkō.

## Các địa điểm hấp dẫn
- Nikkō Tōshō-gū (đền thờ Thần đạo)
- Biển Chūzenji
- Thác nước Kegon
- Thác nước Ryūzu
- Núi Nantai
- Núi Nikkō-Shirane
- Ozegahara (đồng lầy)